# Прагматизам
Прагматизам (pragma = дело, деловање, рад, чин и слично) је филозофски правац који потенцира односе између теорије и праксе. Овај правац је настао у Америци крајем 19. века, а његови представници су Џон Дјуи, Чарлс Пирс и Вилијам Џејмс. Прагматици сматрају да наставак искуства, као и његова природа, долазе као резултат раније предузете „акције“ с циљем да иста постане почетна тачка за размишљање. Само искуство настаје узајамним процесом трансакције организма и околине у којем се субјекат и предмет надограђују. Прагматично сазнање се води интересима и вриједностима. Будући да је стварност предмета немогуће спознати без искуства, истинске тврдње је једино могуће потврдити кроз испуњавање одређених експерименталних услова.
Прагматизам изражава веру у модерну технологију и он је израз индустријске цивилизације савременог друштва. Прагматизам учи да циљ „филозофирања“ мора бити практична корист. Ова идеја се налази свуда па и у религији и може се лако изразити овим темељним учењем:
 Бољи је грам искуства, него товар теорија.
Овај филозофски правац сматра да су идеје добре само као план деловања и да имају вредност према учинку - према користи. Када се идеје слажу са стварношћу помажу нам да се лакше сналазимо, прилагодимо. За прагматисте, истинита је она идеја која је корисна. Критике прагматизма су сличне критикама позитивизма, а оне се фокусирају на једноставно гледање ових праваца и на занемаривање вредности теоретског разматрања.
Прагматизам је филозофско схватање према коме практична корист и деловање представљају основни критеријум за процењивање да ли су сазнајни искази смислени и истинити. На његов развој утицали су позитивизам, енглески емпиризам и утилитаризам. Може се сматрати једном модификацијом верификационизма.
Сама реч води поријекло од грчке речи прагма (дело, деловање, чин). Појам корисно употребљава се у прагматизму различито: понекад у смислу појединачне, али чешће у смислу опште друштвене користи или добра.
Прагматистички метод решава теоретске спорове тако што из разматраних ставова изводи практичне последице, а затим прихвата оне ставове чије су последице корисније или прихватљивије. Ако неки ставови не производе никакве практичне последице, они се одбацују као бесмислени.
За разлику од позитивиста, прагматисти не одбацују метафизику у потпуности, јер прихватају сва веровања која имају корисне последице, без обзира да ли су метафизичка или нису. Из таквог става произилази толерантан однос према различитим научним, моралним, религиозним и политичким питањима. У складу с тим, они се разликују од позитивиста и по томе што сматрају да и вредности могу бити предмет сазнања и да сама научна сазнања зависе од друштвених вредности. С друге стране, слично позитивистима, они придају пресудан значај науци у друштвеном животу, али се од њих разликују по томе што истинитост и смисаоност сазнајних исказа одређују на основу друштвене користи, а не искључиво на основу чисто научне проверљивости.

### Порекло
Прагматизам као филозофски покрет започео је у САД-у око 1870. године. Чарлс Сандерс Пирс (и његова прагматичка максима) сматра се одговорним за развој прагматизма, уз 20-овековне филозофе Вилијама Џејмса и Џона Дјуиа.
Прва писана употреба термина настала је од стране Вилијама Џејмса 1898. године, који је одао признање Пирсу као мислиоцу који је сковао термин током раних 1870-их. Џејмс је сматрао да основу прагматизма представља Пирсова едиција "Илустрације логике науке" (укључујући "Како учинити наше идеје јасним" (1877)). 

### Листа прагматиста

#### Класични прагматисти
- Чарлс Пирс
- Вилијам Џејмс
- Џон Дјуи
- Oliver Wendell Holmes, Jr.
- F. C. S. Schiller

#### Аналитички, нео- и други прагматисти
- Richard J. Bernstein
- F. Thomas Burke
- Arthur Fine
- Stanley Fish
- Robert Brandom
- Кларенс Ирвинг Луис
- Joseph Margolis
- Хилари Патнам
- Ричард Рорти
- John J. Stuhr
- Вилард Ван Орман Квајн
- Mike Sandbothe
- Richard Shusterman
- Jason Stanley
- Robert B. Talisse
- Stephen Toulmin
- Roberto Unger
- Sidney Hook
- Isaac Levi
- Susan Haack
- Nicholas Rescher

#### Прагматисти у ширем смислу
- Cornel West
- Wilfrid Sellars
- Karl-Otto Apel
- Frank P. Ramsey
- Randolph Bourne
- C. Wright Mills
- Јирген Хабермас

### Даље читање

##### Истраживања
- John J. Stuhr, ed. (2010). One Hundred Years of Pragmatism: William James's Revolutionary Philosophy. Indiana University Press. 215 pages; Essays on pragmatism and American culture, pragmatism as a way of thinking and settling disputes, pragmatism as a theory of truth, and pragmatism as a mood, attitude, or temperament.

##### Важни уводни примарни текстови
- C.S. Peirce, "The Fixation of Belief"
- C.S. Peirce, "How to Make Our Ideas Clear"
- C.S. Peirce, "A Definition of Pragmatism" (текст именован од Menand у Pragmatism: A Reader, из Collected Papers of Charles Sanders Peirce v. 8, неки или сви параграфи 191–195.)
- William James. Pragmatism: A New Name for Some Old Ways of Thinking.. (посебно предавања I, II and VI)
- John Dewey (1920). Reconstruction in Philosophy..
- John Dewey, "Three Independent factors in Morals" (предавање објављено као чланак)
- John Dewey, "A short catechism concerning truth" (поглавље)
- W.V.O. Quine, "Two Dogmas of Empiricism".

##### Секундарни текстови
- Cornelis De Waal (2005). On Pragmatism. ISBN 978-0-534-58404-7..
- Louis Menand. The Metaphysical Club: A Story of Ideas in America..
- Hilary Putnam (1995). Pragmatism: An Open Question..
- Abraham Edel. Pragmatic Tests and Ethical Insights. Архивирано из оригинала 07. 12. 2006. г. Приступљено 29. 04. 2021..
- D.S. Clarke (1989). Rational Acceptance and Purpose..
- Haack, Susan & Lane, Robert, Eds (2006). Pragmatism Old and New: Selected Writings. New York: Prometheus Books.
- Louis Menand, ed. Pragmatism: A Reader.. (includes essays by Peirce, James, Dewey, Rorty, others)
- For a discussion of the ways in which pragmatism offers insights into the theory and practice of urbanism, see: Aseem Inam,  Designing Urban Transformation. New York and London: Routledge. 2014. ISBN 978-0415837705. 2013.

##### Критички текстови
- Edward W. Younkins, Dewey's Pragmatism and the Decline of Education.
- Pragmatism, Ayn Rand Lexicon.
- Albert Schinz (1909). Anti-Pragmatism: An Examination into the Respective Rights of Intellectual Aristocracy and Social Democracy. Boston: Small, Maynard and Company.

#### Додатна библиографија
- IEP – Internet Encyclopedia of Philosophy
- SEP – Stanford Encyclopedia of Philosophy
- James Sloan Allen. (2014). William James on Habit, Will, Truth, and the Meaning of Life..
- Elizabeth Anderson (2023). Dewey's Moral Philosophy. Metaphysics Research Lab, Stanford University.. Stanford Encyclopedia of Philosophy.
- Douglas Browning, William T. Myers (Eds.) Philosophers of Process. 1998.
- Robert Burch. (2024). Charles Sanders Peirce. Stanford Encyclopedia of Philosophy.
- F. Thomas Burke. (2013). %5b%5bКатегорија:Сви чланци са мртвим везама%5d%5d%5b%5bКатегорија:Чланци са мртвим везама %5d%5d[%5b%5bВикипедија:Мртва веза|мртва веза%5d%5d]. What Pragmatism Was Проверите вредност параметра |url= (помоћ).[мртва веза].
- John Dewey. Donald F. Koch (ed.) Lectures on Ethics 1900–1901. 1991.
- Daniel Dennett. Postmodernism and Truth. 1998.
- John Dewey. (1960). The Quest for Certainty: A Study of the Relation of Knowledge and Action. Capricorn Books.. 1929.
- John Dewey. (1930). Three Independent Factors in Morals..
- John Dewey. The Influence of Darwin on Philosophy and Other Essays. Архивирано из оригинала 26. 01. 2007. г. Приступљено 29. 04. 2021.. 1910.
- John Dewey. (1938). Experience & Education..
- Cornelis De Waal. (2005). On Pragmatism. ISBN 978-0-534-58404-7.. 2005.
- Donelson, Raff (2017). „Ethical Pragmatism”. Metaphilosophy. 48 (4): 383—403. doi:10.1111/meta.12253.
- Abraham Edel.	Pragmatic Tests and Ethical Insights. In: Ethics at the Crossroads: Normative Ethics and Objective Reason. George F. McLean, Richard Wollak (eds.) 1993.
- Michael Eldridge (1998). Transforming Experience: John Dewey's Cultural Instrumentalism.. 1998.
- Lorenzo Fabbri. (јануар 2008). The domestication of Derrida: Rorty, pragmatism and deconstruction.. 2008
- Richard Field. John Dewey (1859-1952). Internet Encyclopedia of Philosophy.
- Peter H. Hare, Michel Weber, James K. Swindler, Oana-Maria Pastae, Cerasel Cuteanu (eds.). International Perspectives on Pragmatism. ISBN 978-1-4438-0194-2.. Newcastle upon Tyne, Cambridge Scholars Publishing, 2009.
- David L. Hildebrand. (2003). Beyond Realism & Anti-Realism..
- David L. Hildebrand. The Neopragmatist Turn. Southwest Philosophy Review.. 19(1). 2003.
- William James. Pragmatism, A New Name for Some Old Ways of Thinking, Popular Lectures on Philosophy. 1907.
- William James	The Will to Believe. 1896.
- George Lakoff and Mark Johnson (1999). Philosophy in the Flesh : The Embodied Mind and Its Challenge to Western Thought.. 1999.
- Todd Lekan. (2003). Making Morality: Pragmatist Reconstruction in Ethical Theory.. 2003.
- C.I. Lewis. (1929). Mind and the World Order: Outline of a Theory of Knowledge.. 1929.
- David Macarthur. „Pragmatism, Metaphysical Quietism and the Problem of Normativity,”. Philosophical Topics. 36 (1)., 2009.
- Keya Maitra. (2003). On Putnam. Thomson/Wadsworth. ISBN 978-0-534-58400-9.. 2003.
- Joseph Margolis. (1995). Historied Thought, Constructed World. ISBN 978-0-520-20113-2.. 1995.
- Louis Menand. (2001), The Metaphysical Club..
- Cheryl Misak (ed.) (2007). The New Pragmatists. Oxford University Press. ISBN 978-0-19-927997-5.
- Hilary Putnam (1981). Reason, Truth and History.. 1981.
- W.V.O. Quine. Two Dogmas of Empiricism.. Philosophical Review. January 1951.
- W.V.O. Quine (1969). Ontological Relativity and Other Essays. New York, Columbia University Press.. 1969.
- N. Rescher. (2025). Process Philosophy. The Stanford Encyclopedia of Philosophy.
- Richard Rorty (1998). Rorty Truth and Progress: Philosophical Papers. Volume 3..
- Stephen Toulmin. (1958). The Uses of Argument..
- Michel Weber (ed.). After Whitehead: Rescher on Process Metaphysics. ISBN 3-937202-49-8.. Frankfurt / Paris / Lancaster, Ontos Verlag, 2004.
- Michel Weber (2010). Whitehead's Pancreativism. Jamesian Applications. ISBN 978-3-11-032964-3.. Frankfurt / Paris, Ontos Verlag, 2011.
- William Egginton/Mike Sandbothe (Eds.)	The Pragmatic Turn in Philosophy. Contemporary Engagement between Analytic and Continental Thought. 2004.
- Mike Sandbothe. (2005). Pragmatic Media Philosophy..
- Gary A. Olson and Stephen Toulmin., Literary Theory, Philosophy of Science, and Persuasive Discourse: Thoughts from a Neo-premodernist. Interview in JAC 13.2. 1993.
- Susan Haack. "Vulgar Rortyism". Review in The New Criterion. November 1997.
- Pietarinen, A.V (2006). „Interdisciplinarity and Peirce's classification of the Sciences: A Centennial Reassessment”. Perspectives on Science. 14 (2): 127—152. doi:10.1162/posc.2006.14.2.127. (2006).

#### Општи извори
- Pragmatism на PhilPapers
- Zalta, Edward N. (ed.). "Pragmatism". Stanford Encyclopedia of Philosophy.
- "Pragmatism". Internet Encyclopedia of Philosophy
- Pragmatism[мртва веза] на Indiana Philosophy Ontology Project
- Pragmatism на In Our Time BBC
- A short film about the pragmatist revival на YouTube

#### Часописи и организације
Часописи посвећени прагматизму:
- Contemporary Pragmatism, International Pragmatism Society
- European Journal of Pragmatism and American Philosophy, Associazione Culturale Pragma (Italy)
- Nordic Studies in Pragmatism, Nordic Pragmatism Network
- Pragmatism Today, Central European Pragmatist Forum (CEPF)
- Transactions of the Charles S. Peirce Society, Charles S. Peirce Society
- William James Studies, William James Society

#### Други онлајн извори и организације
- Pragmatist Sociology
- Pragmatism Cybrary
- „Arisbe: The Peirce Gateway”. Архивирано из оригинала 06. 02. 2010. г. Приступљено 29. 04. 2021.
- Center for Dewey Studies
- Centro de Estudos sobre Pragmatismo (CEP) — Center for Pragmatism Studies (CPS) (Brazil)
- Charles S. Peirce Studies
- „Dutch Pragmatism Foundation”. Архивирано из оригинала 29. 04. 2021. г. Приступљено 29. 04. 2021.
- Helsinki Peirce Research Center (Finland)
- Institute for American Thought
- John Dewey Society
- Neopragmatism.org
- Peirce Edition Project
- Society for the Advancement of American Philosophy